# Ouilly-du-Houley
Ouilly-du-Houley é uma comuna francesa na região administrativa da Normandia, no departamento Calvados. Estende-se por uma área de 8,71 km². Em 2010 a comuna tinha 246 habitantes (densidade: 28,2 hab./km²).